# E3 Harelbeke 1989
De E3 Harelbeke 1989 is de 32e editie van de wielerklassieker E3 Harelbeke en werd verreden op 25 maart 1989. Eddy Planckaert kwam na 211 kilometer als winnaar over de streep.

## Uitslag
| Plaats  | Naam               | Ploeg                | Tijd     |
| ------- | ------------------ | -------------------- | -------- |
| Winnaar | Eddy Planckaert    | ADR-W-Cup-Bottecchia | 5u12’00” |
| 2       | Adrie van der Poel | Domex-Weinmann       | z.t.     |
| 3       | Marc Sergeant      | Hitachi              | z.t.     |
| 4       | Eddy Schurer       | TVM-Van Schilt       | z.t.     |
| 5       | Claude Criquielion | Hitachi              | + 15”    |
| 6       | Phil Anderson      | TVM-Van Schilt       | + 1’10”  |
| 7       | Jean-Marie Wampers | Panasonic-Isostar    | z.t.     |
| 8       | Roberto Gaggioli   | Eurocar-Mosoca-Galli | z.t.     |
| 9       | Mathieu Hermans    | Caja Rural-Paternina | z.t.     |
| 10      | Jan Goessens       | Domex-Weinmann       | z.t.     |